# Kasseler Demokratie-Impuls
Der Kasseler Demokratie-Impuls ist eine Auszeichnung der Stadt Kassel für journalistische oder wissenschaftliche Arbeiten, die Rassismus, Ausgrenzung, Fremdenfeindlichkeit und Gewalt thematisieren. Der Hauptpreis ist mit 3.000 Euro dotiert.

## Geschichte
Die Stiftung des Preises wurde vom Kasseler Oberbürgermeister Christian Geselle initiiert und von der Kasseler Stadtverordnetenversammlung beschlossen. Damit soll auch an den ermordeten Kasseler Bürger Halit Yozgat erinnert werden. Der Preis wurde 2019 erstmals ausgeschrieben und die Preisträger im September 2020 verkündet, die Übergabe fand aber wegen der COVID-19-Pandemie in Deutschland erst bei der Preisverleihung 2021 statt.

## Jury
Die Jury soll aus fünf Personen bestehen. Ihr gehören derzeit an:
- Barbara John, Ombudsfrau der Bundesregierung für die Hinterbliebenen der NSU‐Opfer
  - sowie ihr Mitarbeiter Taha Kahya
- Hans Eichel, ehemaliger Bundesfinanzminister, Hessischer Ministerpräsident und Kasseler Oberbürgermeister
- Steffen Kailitz, Politikwissenschaftler und Extremismusforscher am Hannah-Arendt-Institut für Totalitarismusforschung in Dresden
- Wolfgang Schroeder, Politikwissenschaftler an der Universität Kassel und am Wissenschaftszentrum Berlin für Sozialforschung, Demokratie und Demokratisierung

## Preisträger

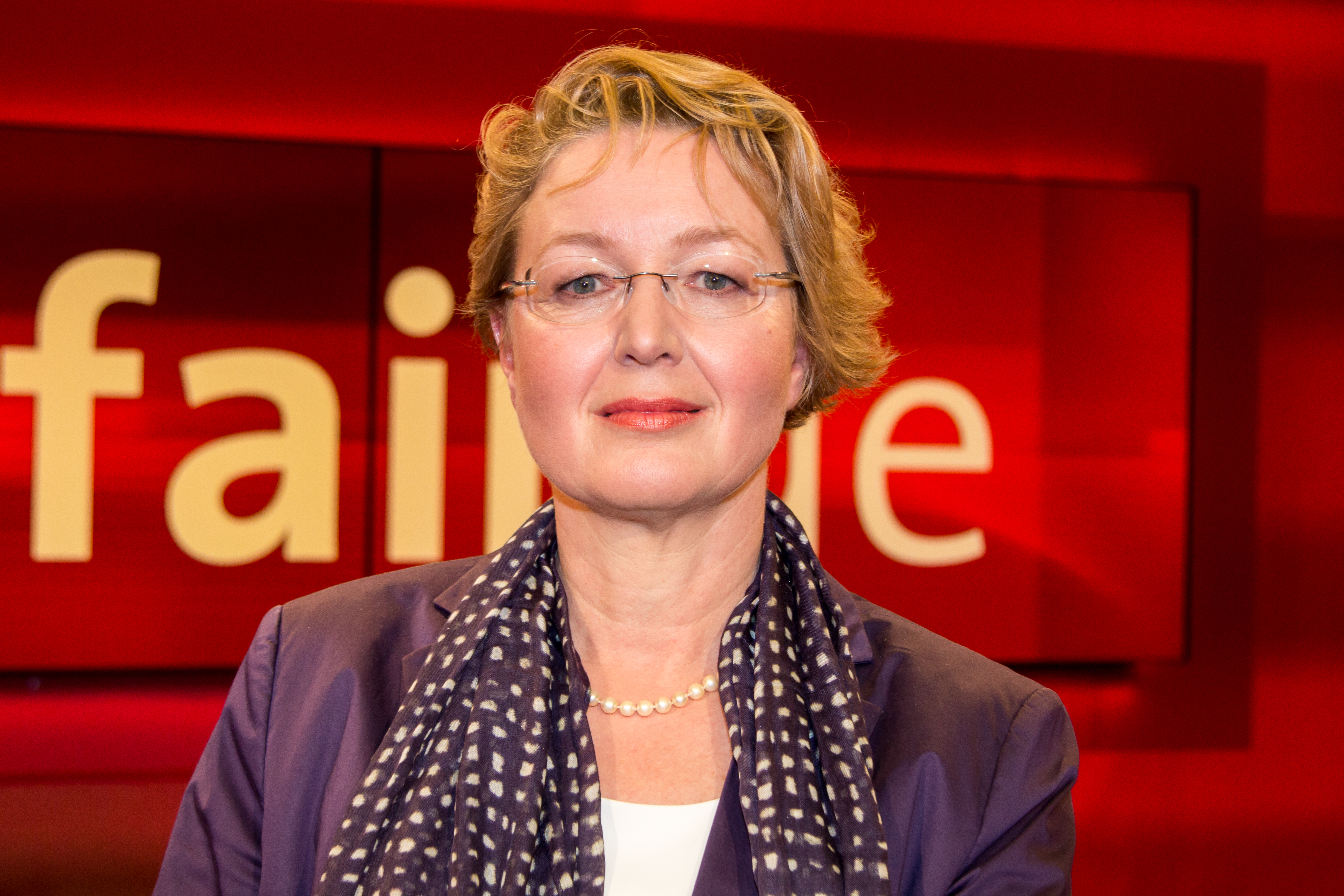
Preisträgerin Annette Ramelsberger (2016)

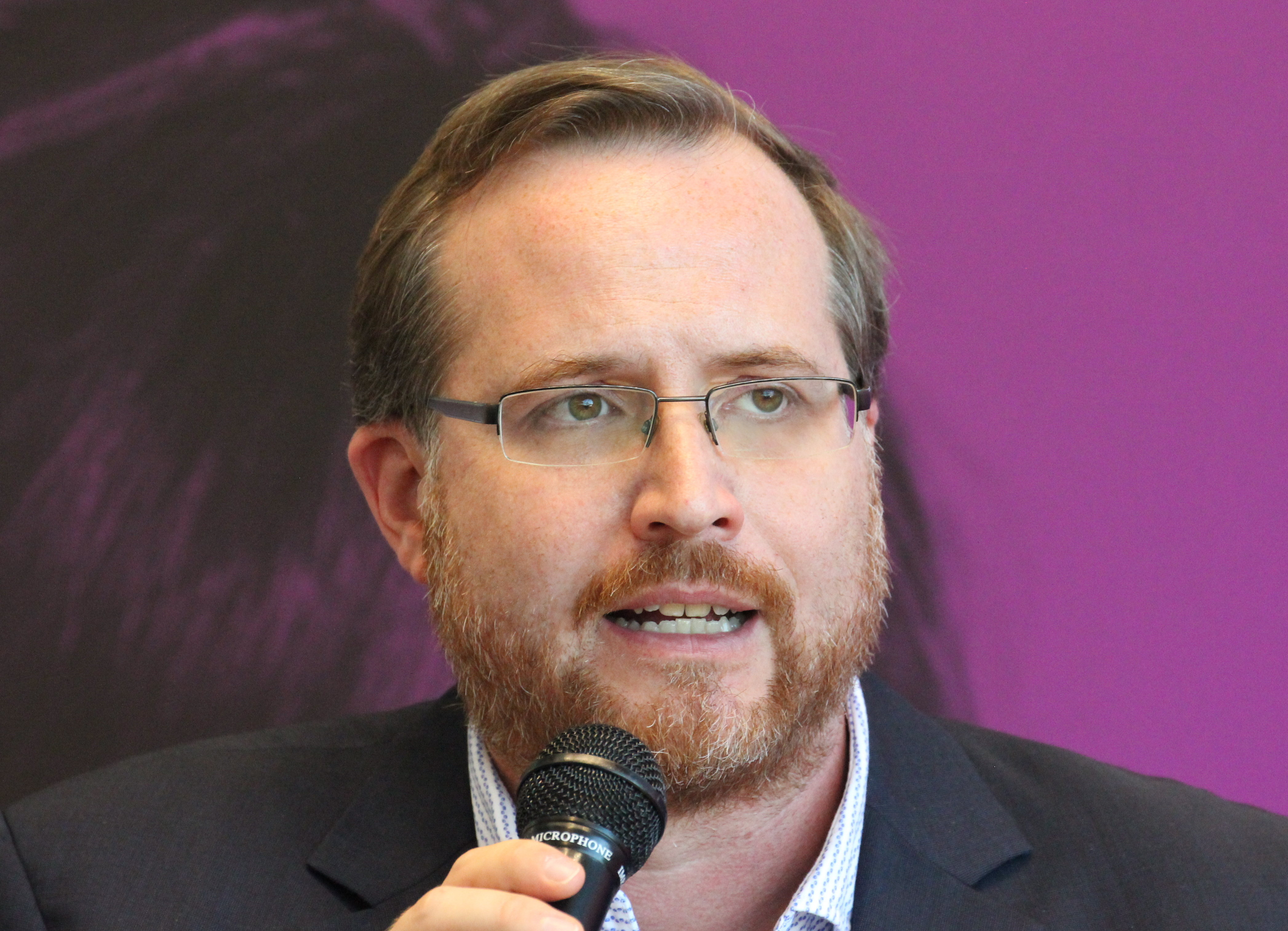
Preisträger Tanjev Schultz (2018)

Für das Jahr 2023 wurden keine Preise vergeben.
2020:
- Annette Ramelsberger, Rainer Stadler, Wiebke Ramm und Tanjev Schultz für die Serie Der Prozess in der Süddeutschen Zeitung, die den NSU-Prozess dokumentierte[5]
- Förderpreise:
  - Rebekka Bonacker, Adriana Fink und Mara Teutsch für Kritische Analyse der Dynamiken im Erinnern an den NSU‐Komplex[6]
  - Ann‐Kathrin Mogge für ihre Masterarbeit Nach der Wende die Wende? Diskussionen um die Nation in zwei neurechten Periodika nach der Wiedervereinigung an der Universität Kassel
  - Andrea Horni für ihre Masterarbeit Erinnerungsort: eine Straße für Halit Yozgat – Die Kasseler Diskussion um ein Opfer nazistischer Gewalt an der Universität Kassel

Der Preis wurde bei der Verleihung im Folgejahr überreicht.
2021:
- Peter Maxwill für sein Buch Die Reise zum Riss
- Jana Simon für ihre Reportage über einen ehemaligen NSU‐Ermittler des Landeskriminalamtes Thüringen
- Peter Voegeli, Korrespondent des Schweizer Rundfunks, der sich nach dem Attentat auf die Synagoge in Halle (Saale) mit zunehmendem Antisemitismus in Deutschland beschäftigt hat

Die Preisverleihung fand am 6. Oktober 2021 statt.
2022:

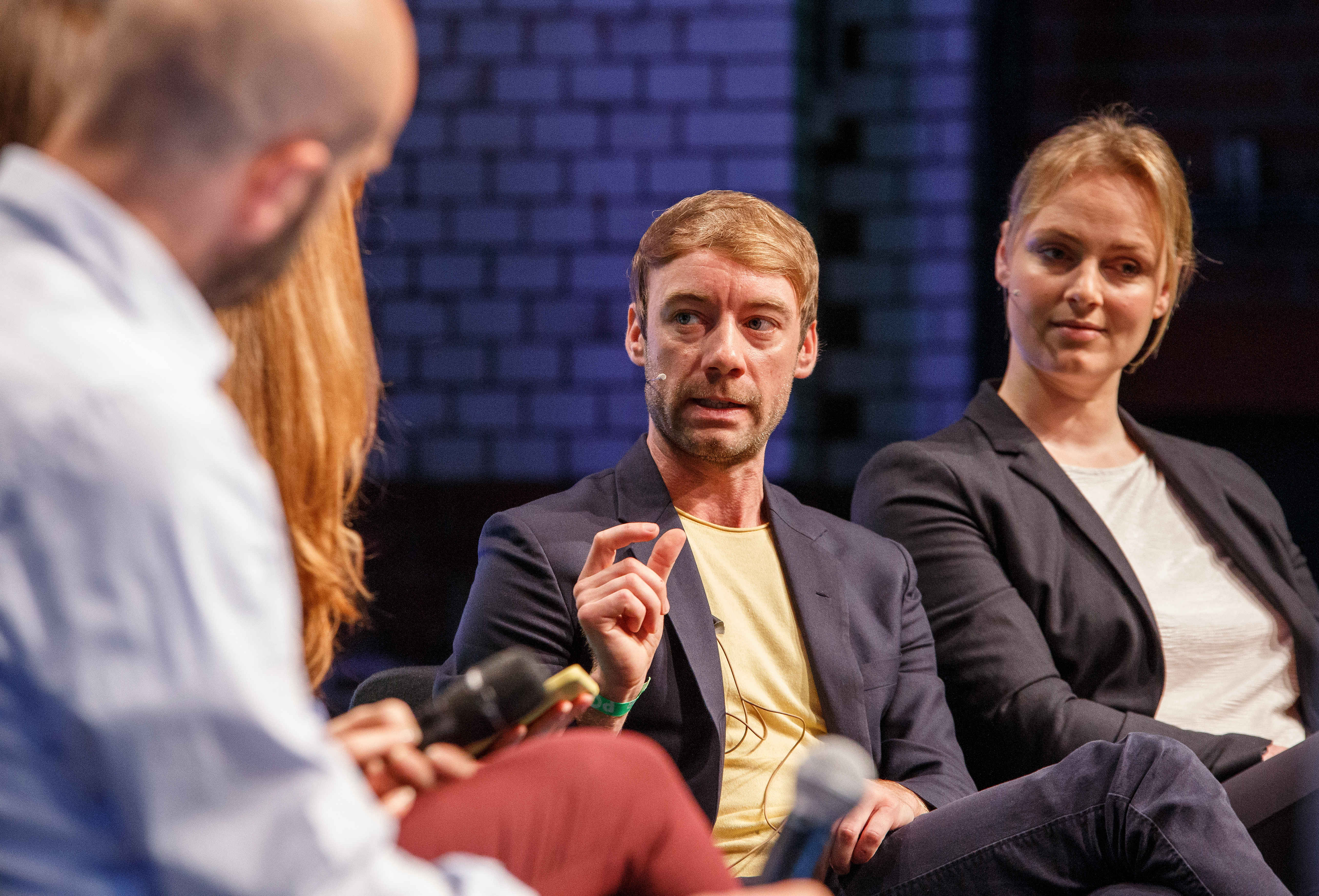
Preisträger Johannes Hillje (2018)

- Johannes Hillje für seine Doktorarbeit über die soziale Identitätspolitik der AfD
- Denise Dismer und John Amoateng‐Kantara für ihre Dokumentation Die Macht der Vorurteile. Rassismus bewusst verlernen! auf 3sat/SpiegelTV
- Sonderpreis für die Kasseler Lokalredaktion der Regionalzeitung Hessische/Niedersächsische Allgemeine für ihre Berichterstattung zu den NSU‐Verbrechen

Die Preisverleihung fand am 18. November 2022 statt.
2024:
- Correctiv für die Recherche mit dem Titel Geheimplan gegen Deutschland über das Treffen von Rechtsextremisten in Potsdam 2023

Die Preisverleihung des Kasseler Demokratie-Impulses 2024 fand am 22. März 2025 statt.

## Rezeption
Annette Ramelsberger, selbst Preisträgerin, lobte im Interview mit der Zeitung Hessische/Niedersächsische Allgemeine die Stadt Kassel für ihr Engagement bei der Aufarbeitung der NSU-Mordserie und sagte: „Ich habe erlebt, dass Kassel eine der Städte ist, die sich am meisten mit dem dunklen Erbe beschäftigt.“
Die damalige Kasseler Stadtverordnete Awet Tesfaiesus kritisierte im Dezember 2020, dass die Auszeichnung nur für journalistische oder wissenschaftliche Arbeiten vergeben werden wird, aber sonstiges gesellschaftliches Engagement nicht ausgezeichnet werde.